# Дорман, Йетзе
Йетзе Дорман (нидерл. Jetze Doorman, 2 июля 1881 — 28 февраля 1931) — нидерландский офицер, фехтовальщик, пятиборец и конькобежец, призёр Олимпийских игр.

## Биография
Родился в 1881 году. В 1906 году в составе сборной Нидерландов принял участие в не признанных МОК Олимпийских играх в Афинах. В 1908 году принял участие в Олимпийских играх в Лондоне, но не завоевал медалей. В 1912 году участвовал в Олимпийских играх в Стокгольме, где завоевал бронзовые медали в командных первенствах на шпагах и саблях; на этих Играх он также принял участие в соревнованиях по современному пятиборью, но не завоевал медалей.
В 1912 году принял участие в 200-километровой конькобежной гонке по озёрам и каналам Фрисландии, спас двух провалившихся в ходе гонки под лёд участников, но в итоге сам был вынужден сойти с дистанции из-за переохлаждения.
В 1914 году был отправлен в Албанию в составе международных полицейских сил.
В 1920 году принял участие в Олимпийских играх в Антверпене, где завоевал бронзовую медаль в командном первенстве на саблях. В 1924 году на Олимпийских играх в Париже он стал бронзовым призёром в командном первенстве на саблях.